# ایگناشیا زبالوس تابورگا
ایگناشیا زبالوس تابورگا (۲۷ ژوئن ۱۸۳۱ – ۵ سپتامبر ۱۹۰۴) یک خیاط و خواروبارفروش بولیویایی بود که در دوران جنگ اقیانوس آرام به ارتش پیوست. او پس از ده ماه خدمت در ارتش منظم، به خدمات آمبولانس ارتش منتقل شد که پیشگام صلیب سرخ بولیوی به‌شمار می‌رفت. وی به‌دلیل مراقبت از مجروحان، به عنوان «مادر سرباز بولیویایی» شناخته شد و عنوان «قهرمان شایسته میهن» به او اعطا شد. در سراسر کشور، بناها و جوایز متعددی به افتخار او نام‌گذاری شده‌اند.

## اوایل زندگی
ایگناشیا زبالوس تابورگا در تاریخ ۲۷ ژوئن ۱۸۳۱ در لا انکونادا (که اکنون به عنوان وارنس، در سانتا کروز شناخته می‌شود) متولد شد. والدین او آنتونیا تابورگا و پدرو زبالوس بودند. او یکی از سه خواهر و برادر بود و یک برادر به نام دانیل و یک خواهر به نام ماتیلده داشت. زبالوس دو بار بیوه شد و از همسر دومش، بلان (یا بلانکو)، صاحب یک دختر شد.

## حرفه
پس از مرگ همسر دومش، ایگناشیا زبالوس به لاپاز نقل مکان کرد و به‌عنوان یک خیاط مشغول به کار شد. در سال ۱۸۷۶، در جریان کودتاهای نظامی به رهبری هیلاریون دازا برای برکناری رئیس‌جمهور توماس فریاس، او در سوزاندن پالاسیو کماادو مشارکت کرد و سپس فرار کرد. زبالوس به سواحل بولیوی پناه برد و در آنجا یک خواربارفروشی تأسیس کرد.
در آغاز جنگ اقیانوس آرام، او به همراه دخترش در پونو زندگی می‌کرد، اما پس از حمله شیلی به بندر آنتوفاگاستا در سال ۱۸۷۹، به لاپاز بازگشت. در لاپاز، او از دستور دولت برای جمع‌آوری تسلیحات و مهمات برای دفاع از کشور مطلع شد. زبالوس با پوشیدن لباس همسر درگذشته‌اش به گردان کلرادوس از تیپ تفنگداران شرق (اسپانیایی: Rifleros del Oriente) از اسکادران ولاسکو پیوست و همراه نیروها با اسب به تاکنا حرکت کرد.
در نبرد آلتو د لا آلیانزا و ماموریت‌های منطقه ایت و موکه‌گوا، ایگناشیا زبالوس به مدت ده ماه در ارتش خدمت کرد. او در کنار کمپ‌نشینان که به نام رابوناها شناخته می‌شدند، فعالیت می‌کرد. این زنان خدمات پرستاری ارائه می‌دادند، تسلیحات و مهمات را حمل می‌کردند و اطلاعات جاسوسی جمع‌آوری می‌کردند که می‌توانست به نیروهای نظامی کمک کند. زبالوس همچنین به‌عنوان پرکن تفنگ برای سربازان خدمت کرد.
پس از ده ماه خدمت بدون دستمزد، ژنرال الیودورو کاماچو به او دستمزدی معادل سی بولیویانو (Bs) اعطا کرد و زمانی که او را به بخش آمبولانس‌های ارتش (اسپانیایی: Ambulancias del Ejército) ارتقا داد، حقوق او به ۳۲ بولیویانو در ماه افزایش یافت. زبالوس یکی از اولین پرستارانی بود که نشان صلیب سرخ را در نبرد به همراه داشت.
در سپتامبر ۱۸۸۰، پس از هجده ماه خدمت، زبالوس نامه‌ای به رئیس‌جمهور نارسیسو کامپرو نوشت و درخواست مرخصی کرد تا به پونو بازگردد و از دختر خردسالش سر بزند و همچنین تقاضای دریافت حقوق معوقه خود را مطرح کرد.
خدمت ایگناشیا زبالوس به دلیل مراقبت از مجروحان و همچنین توجه ویژه او به مراقبت از کودکان رابوناها شناخته شده بود. او پس از پایان درگیری‌ها، در میدان نبرد پرسه می‌زد تا مجروحان را پیدا کند و از آن‌ها در برابر نیروهای شیلی محافظت کند. این نیروها معمولاً مجروحان را جست‌وجو می‌کردند تا گلوی بازماندگان را ببرند.
پس از پایان جنگ، کنوانسیون ملی بولیوی در سال ۱۸۸۰، زبالوس را به عنوان «قهرمان شایسته میهن» (اسپانیایی: Heroína Benemérita de la Patria) معرفی کرد. آن‌ها همچنین عنوان افتخاری «سرهنگ سلامت» را به او اعطا کرده و یک مدال طلایی به همراه مستمری مادام‌العمر به مبلغ ۴۰ بولیویانو در ماه برای او تعیین کردند.